# Předsunutá stopčára

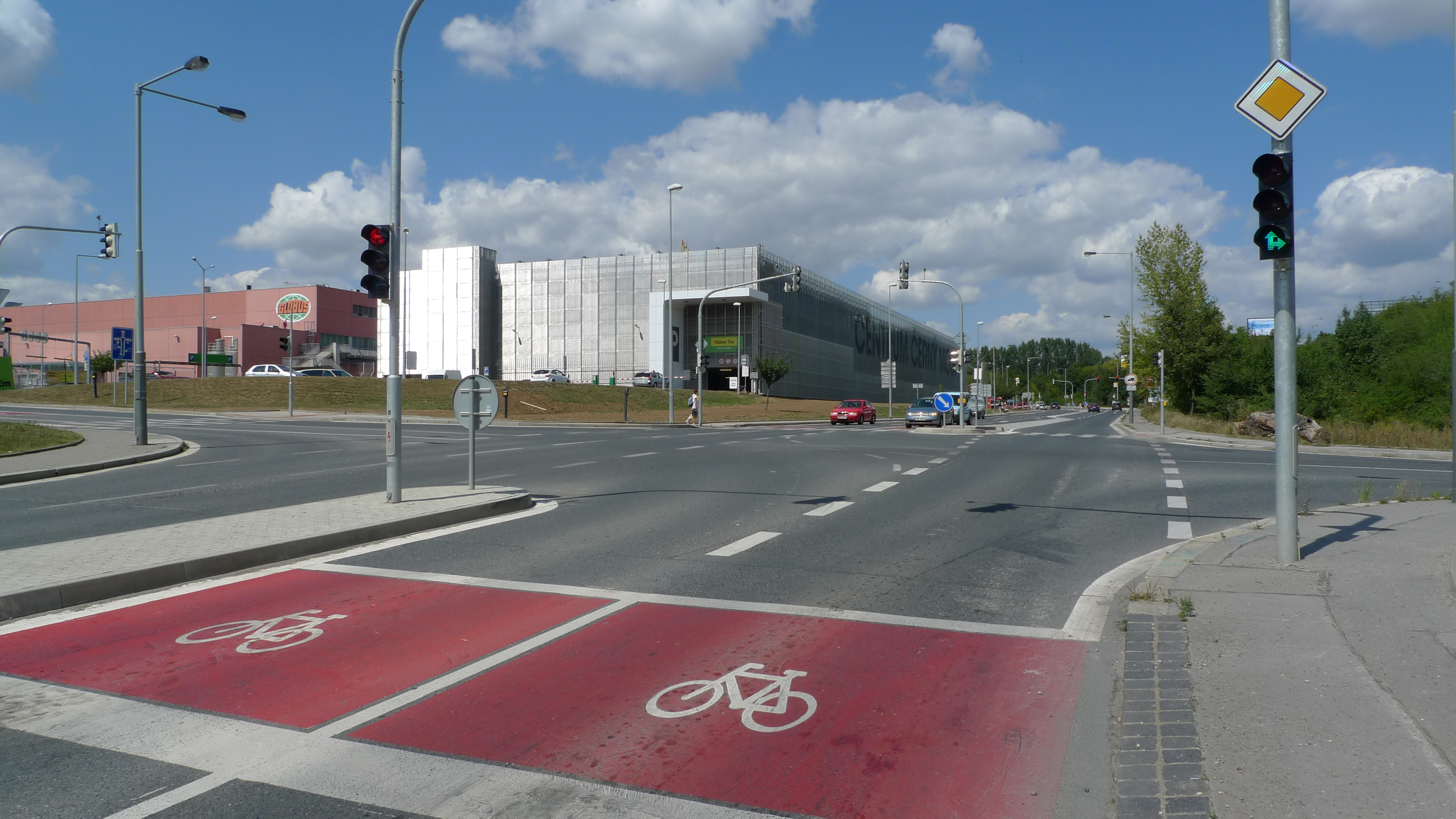
Prostor pro cyklisty v Praze 14

Předsunutá stopčára označuje vymezení prostoru v rámci světelné křižovatky, kam si mohou někteří účastníci silničního provozu během čekání najet, což jim poté umožní vjet do křižovatky jako první.
Nejčastěji je tato výhoda realizována pro cyklisty, a v některých zemích i pro motorkáře. 

## V Česku
V Česku se tak děje pomocí vodorovné dopravní značky V19 „Prostor pro cyklisty“. Ta byla zavedena vyhláškou 30/2001 Sb. V Praze se na ulici první objevila v roce 2006, a to v Ovenecké ulici na křižovatce s Veletržní, v letech 2008–2010 na další více než stovce míst, celkem na asi 60 křižovatkách.
Podle § 57 odst. 1 českého zákona č. 361/2000 Sb., o pravidlech silničního provozu, je-li na křižovatce s řízeným provozem zřízen pruh pro cyklisty a vymezený prostor pro cyklisty, je cyklista povinen jich užít (v době, kdy je signalizace vypnuta, se křižovatka nepovažuje za křižovatku s řízeným provozem). Pravidla se výslovně nezabývají ani tím, jakým způsobem má cyklista povinnost splnit, pokud přijíždí ke křižovatce v okamžiku, kdy z jeho směru je na semaforu signál volno; prováděcí vyhláška č. 30/2001 Sb. však v 23 písm. h) význam značky vymezuje tak, že jde o prostor určený pro cyklisty čekající na světelný signál „Volno“.
Česká pravidla provozu v § 57 odst. 4 stanoví, že „pohybují-li se pomalu nebo stojí-li vozidla za sebou při pravém okraji vozovky, může cyklista jedoucí stejným směrem tato vozidla předjíždět nebo objíždět z pravé strany po pravém okraji vozovky nebo krajnici, pokud je vpravo od vozidel dostatek místa; přitom je povinen dbát zvýšené opatrnosti.“ Toto ustanovení může nalézt uplatnění při průjezdu kolem řady vozidel čekajících před křižovatkou nebo například železničním přejezdem, v dopravní zácpě atd. a zřejmě by vysvětlovalo i to, jak se má cyklista dostat do prostoru pro cyklisty, pokud nenavazuje na vyhrazený pruh pro cyklisty. V některých případech je cyklista nucen v prostoru pro cyklisty se přesunout do jiného jízdního pruhu, přičemž pravidla provozu se výslovně nezabývají případnými kolizemi se směry jízdy motorových vozidel. Ve vztahu k cyklistům vjíždějícím do prostoru pro cyklisty neukládají česká pravidla silničního provozu řidičům ostatních vozidel žádné speciální povinnosti ani omezení.